# هال بيري (سياسي)
هال بيري هو سياسي كندي، ولد في 1953. حزبياً، نشط في حزب المحافظين التقدمي لجزيرة الأمير إدوارد.